# Szlakóc
Szlakóc (horvátul: Slakovci, szerbül: Слаковци) falu Horvátországban Vukovár-Szerém megyében. Közigazgatásilag Ivanóchoz tartozik.

## Fekvése, éghajlata
Vukovártól légvonalban 15, közúton 18 km-re délre, Vinkovcétól 13 km-re délkeletre, községközpontjától 5 km-re délkeletre, a Nyugat-Szerémségben, a Báza síkjának északi szélén, a Vinkovcéről Felsőtárnokra menő főút és a Vinkovce-Szávaszentdemeter vasútvonal mentén fekszik.

## Története
A „Gradina” lelőhelyen talált régészeti leletek tanúsága szerint itt már az őskorban is emberi település állt. A falu mellett délnyugatra fekvő platón a középkori leletek mellett megtalálták a középső neolitikumban virágzott Sopot kultúra és a vaskori La Tène-kultúra kerámiáinak töredékeit is. A lelőhely jelentősebb leletei azonban a középkorból származnak, amikor itt állt Szlakóc vára, mely egy nagyobb uradalom központja volt. A sok középkori téglatörmelék mellett már 1893-ban találtak itt egy ezüst ékszert, melyet a 13.-14. századra datáltak.
Szlakóc várának első írásos említése 1491-ből származik „Castellum Slakocz” alakban abban az oklevélben, melyben a hűtlenségbe esett Garai Lőrinc birtokait, köztük Szlakócot II. Ulászló magyar király Várdai Péter kalocsai érseknek adja. 1506-ban azonban már ismét a Garai Lőrinc kezén találjuk új királyi adományként valamennyi birtokkal együtt Szlakócot („Zlaakowch”) is. Az uradalomhoz tartozó 24 jobbágyfalu között ott találjuk a vár mellett fekvő Szlakócot is. A vár és a település valószínűleg már az első említés előtt is létezett. A név eredete a szóbeli hagyomány szerint a szulák növénynévből származik. A várat valószínűleg a Garaiak építették a török elleni védelem céljából, akik már 1459-ben teljesen uralták Szerbiát és 1463-ban meghódították Boszniát is, ahonnan gyakran betörtek a Szerémségbe.
A török 1526-ban Valkóvár eleste után foglalta el ezt a területet. 
Uralmuk után a várnak csak romjai maradtak, de a lakosság a török uralom idején is egészen 1687-ig megszakítás nélkül élt a településen. 1680 körül Szlakócon körülbelül 40 ház volt, amelyek a 18. század közepéig a mai falu déli részén, Jošina rudina környékén álltak. Nem menekültek el még az 1688 és 1691 közötti szörnyű években sem, amikor a Szerémségben heves küzdelem folyt a török kiűzésére és sok korábbi falu eltűnt. A háború után a lakosság még gyarapodott is a háború előttihez képest, mert néhány elhagyott környékbeli faluból származó lakosság költözött ide. Egykori falujuk nevét közülük sokan megőrizték vezetékneveikben. 1736-ban az urbárium szerint a falunak 37 háztartása volt, mely abban az időben mintegy 60 családot jelentett. A nevek alapján a legtöbben a pusztává vált Lazéról érkeztek, de érkezett néhány család Vukovárról, Szatáról, Rogoznáról, Liskovacról, valamint a Bácskából és a Bánátból is. A 18. század elején felépítették Szent Anna tiszteletére szentelt fatemplomukat, mely még 1754-ben is állt. Az új, falazott templom 1782-ben épült, miután a falu a mai helyére települt át. A templom az ivanóci plébánia filiája lett.
Szlakóc lakói kezdetben a vukovári uradalom jobbágyai, majd 1745-től a katonai igazgatás 1881-es teljes megszüntetéséig határőrök voltak, akik 16 és 60 életévük között kötelezve voltak a császári hadseregben a katonai szolgálatra. A Bródi határőrezred kilencedik századához tartoztak, amelynek székhelye Vinkovce volt. Részt vettek a Habsburg Birodalom szinte valamennyi háborújában. A katonai közigazgatást 1873-ban megszüntették, majd területét 1881-ben Szerém vármegyéhez csatolták.
Az első katonai felmérés térképén „Szlakovcze” néven található. Lipszky János 1808-ban Budán kiadott repertóriumában „Szlakovcze” néven szerepel. Nagy Lajos 1829-ben kiadott művében „Szlakovcze” néven 119 házzal, 622 katolikus és 1 ortodox vallású lakossal találjuk. A falu 1891-ben vasúti összeköttetést kapott. A Vinkovcéről Szávaszentdemeterre vezető vasutat 1891. november 7-én adták át a forgalomnak.
A településnek 1857-ben 737, 1910-ben 983 lakosa volt. Szerém vármegye Vukovári járásához tartozott. Az 1910-es népszámlálás adatai szerint lakosságának 85%-a horvát, 10%-a szerb, 3%-a német, 2%-a magyar anyanyelvű volt. A település az első világháború után az új szerb-horvát-szlovén állam, majd később (1929-ben) Jugoszlávia része lett. 1941 és 1945 a Független Horvát Államhoz tartozott, majd a szocialista Jugoszlávia fennhatósága alá került. 1991-től a független Horvátország része. 1991-ben lakosságának 98%-a horvát nemzetiségű volt. A horvátországi háború idején lakóinak menekülniük kellett a megszálló szerb csapatok elől és csak 1997-ben térhettek vissza otthonaikba. A háború után a házak többségét újjá kellett építeni és az élet többé-kevésbé normalizálódott. Újjáépítették a katolikus templomot, az iskolát, a tűzoltószerházat és a Meteor-pálya lelátóját. A településnek 2011-ben 958 lakosa volt.

## Népessége

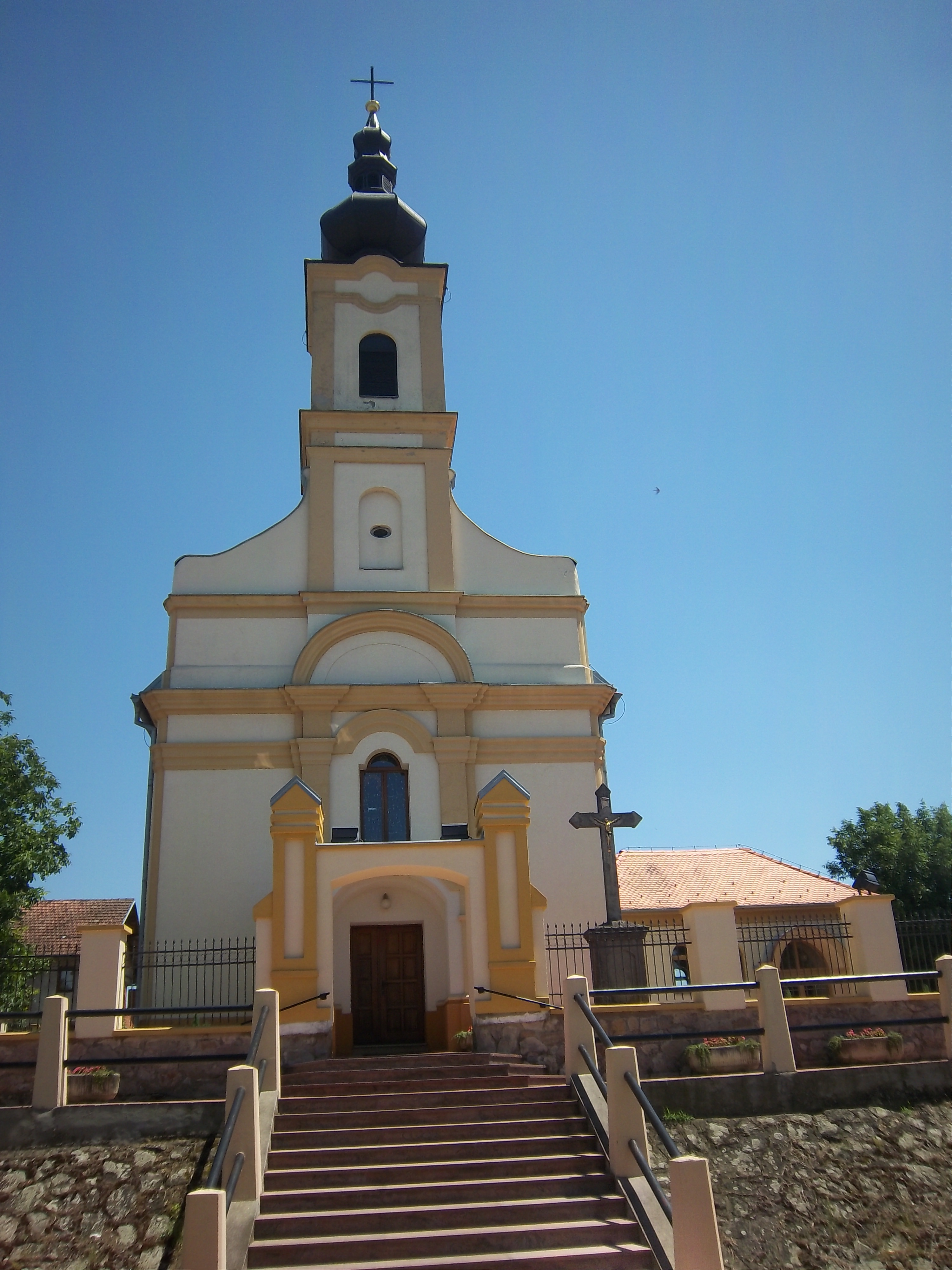
A Szent Anna templom

| Lakosság változása | Lakosság változása | Lakosság változása | Lakosság változása | Lakosság változása | Lakosság változása | Lakosság változása | Lakosság változása | Lakosság változása | Lakosság változása | Lakosság változása | Lakosság változása | Lakosság változása | Lakosság változása | Lakosság változása | Lakosság változása |
| ------------------ | ------------------ | ------------------ | ------------------ | ------------------ | ------------------ | ------------------ | ------------------ | ------------------ | ------------------ | ------------------ | ------------------ | ------------------ | ------------------ | ------------------ | ------------------ |
| 1857               | 1869               | 1880               | 1890               | 1900               | 1910               | 1921               | 1931               | 1948               | 1953               | 1961               | 1971               | 1981               | 1991               | 2001               | 2011               |
| 737                | 750                | 773                | 864                | 862                | 983                | 910                | 930                | 1.190              | 1.376              | 1.689              | 1.702              | 1.597              | 1.493              | 1.203              | 958                |

## Nevezetességei
- Szent Anna tiszteletére szentelt római katolikus temploma 1782-ben épült barokk stílusban. A helyi plébánia 1784-ben alakult, de csak 1786-ig létezett. 1876-ban Strossmayer diakovári püspök újraalapította. A horvát függetlenségi háború idején a falut elfoglalták a szerb erők, a horvát katolikus lakosságot pedig kiűzték. A Szent Anna templomot 1991. szeptember 20-án szándékosan elpusztították. Az ENSZ ellenőrzés 1998-as megszűnése után a Szent Anna templom volt a régió első temploma, amelyet már 2000-ben újjáépítettek. A templom külső megjelenése változatlan maradt, de belülről teljesen más és modern lett, így a gyönyörű barokk berendezés csak falu idősebb lakóinak emlékeiben él.
- 1893 június 15-én K. Brkić helyi lakos földjének szántása közben több darabból álló ezüst ékszerleletet talált. Az ékszerek között 6 darab, rozettában végződő tű, 7 díszes övveret, egy övcsat, 3 pár nagy karikafülbevaló, 2 gyűrű, 16 nagyobb lapos és 31 kissé kerek gomb volt. A leletek többsége ezüstből készült, a díszes övveretek és a csat aranyozott, a rézgombok ezüstözöttek voltak.[5]
- Szlakóc vára

## Kultúra
- Az UD „Seljačka sloga” Slakovci kulturális és művészeti egyesületet 1956. február 25-én "Ogranak seljačke sloge" néven alapították és ezen a néven működött 1984-ig, amikor a nevét "Seljačka sloga"-ra változtatta, amelyet ma is visel. Az alapításától 1966-ig terjedő időszakban három szekcióban valósította meg programját: folklórcsoport, tamburazenekar és színjátszó csoport. 1996-ban a színjátszó szekció megszűnt és helyette énekkar jött létre. Az egyesület egész Szlavónia és Baranya területén fellépett, a különféle versenyek során több elismerést és dicséretet kapott. A horvátországi folklórfesztiválokon való fellépésen kívül vendégszereplőként több szomszédos országban és azon túl is fellépett. Az egyesületnek jelenleg 62 tagja van 4 csoportban: tamburazenekar, ifjúsági tamburazenekar, folklór és női énekkari csoport.[10]

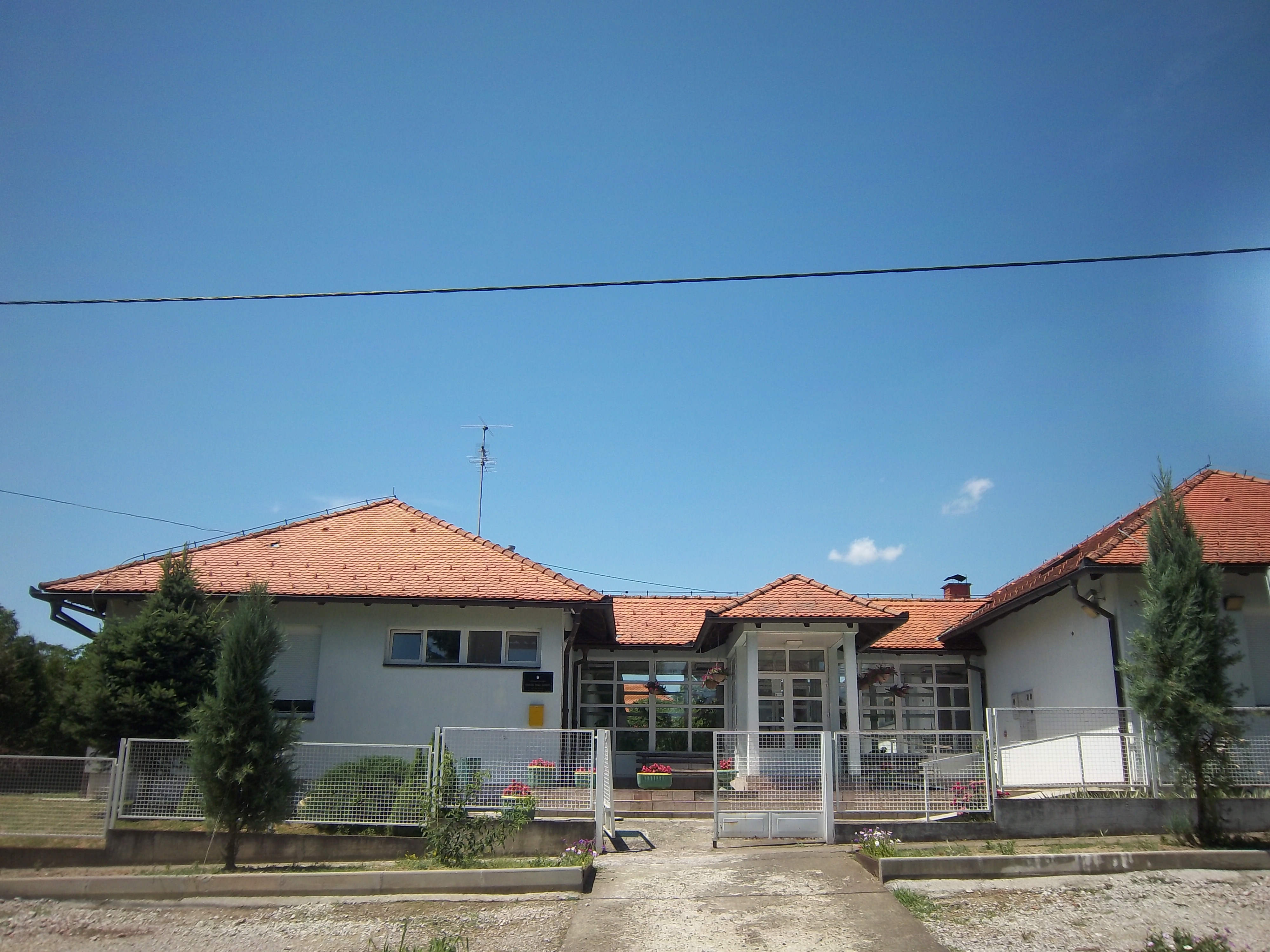
Az általános iskola

- „Baje” tamburazenekar

## Oktatás
A településen az ivanóci általános iskola területi iskolája működik.

## Sport
- Az NK Meteor Slakovci labdarúgóklubot 1927-ben „Golub” néven alapították. 1932-ben vette fel a Meteor nevet. A csapat jelenleg a megyei 2. ligában szerepel.[11]
- MK Lisice Slakovci, motorosklub
- Az RU „Šaran” sporthorgász egyesületet 2000-ben alapították. 20 felnőtt és 10 ifjúsági korú tagja van.

## Egyesületek
- A DVD Slakovci önkéntes tűzoltó egyesületet 1923-ban 19 taggal alapították. A tűzoltószerház 1984-ben épült, de 1996-ban felgyújtották, ezért a háború után újjá kellett építeni. 2010-ben az egyesület 63 taggal rendelkezett, ebből 52 felnőtt és 11 gyermekkorú fiatal volt.[12]
- LD "Šljuka" Slakovci vadásztársaság